# Li Sa
Li Sa (* 3. Januar 1968) ist eine ehemalige chinesische Fußballtorhüterin.

## Karriere

### Klub
Sie war in ihrer Heimat für das Team Beijing aktiv.

### Nationalmannschaft
Mit der chinesischen A-Nationalmannschaft nahm sie an der Weltmeisterschaft 1991 teil, erhielt jedoch hinter Zhong Honglian keinen Einsatz zwischen den Pfosten.